# Денстервиль, Лионель
Лионель Чарльз Денстервиль (англ. Lionel Charles Dunsterville; 9 ноября 1865, Великобритания — 18 марта 1946, Торки, Девон) — британский военачальник, генерал-майор.

## Начало военной карьеры
Лионель Денстервиль учился вместе с Редьярдом Киплингом в колледже Юнайтед Сервисес, образовательном учреждении, готовившем молодых британцев к службе в армии. Стал прототипом персонажа «Сталки» в романе Киплинга «Сталки и компания».
Начал службу в пехотных подразделениях британской армии в 1884 году. Позднее он перевелся в британскую колониальную индийскую армию и служил в Северо-Западной пограничной провинции, в Вазиристане и в Китае.

## Первая мировая война

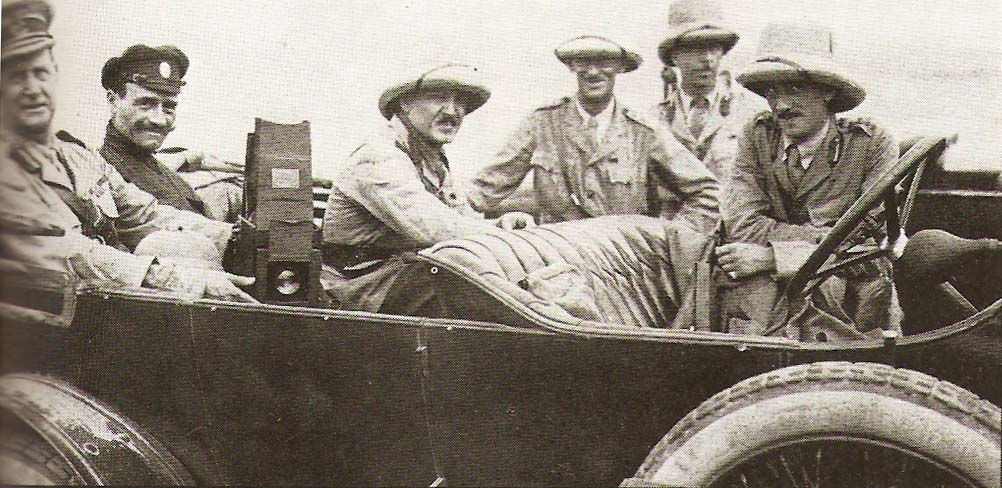
Генерал-майор Л. Денстервиль (крайний слева) с офицерами своего отряда, 1918 год.

В годы первой мировой войны он был сперва направлен в Индию.

### Бакинская экспедиция
В конце 1917 года Денстервиль был назначен командиром подразделения союзных сил, состоявшего из около 1000 австралийских, британских, канадских и новозеландских элитных военнослужащих, отобранных с Месопотамского и Западного фронтов, при нескольких бронемашинах, которое прошло около 350 км из Хамадана через Каджарскую Персию в Закавказье, чтобы предотвратить ожидавшееся (но маловероятное) вторжение в Индию со стороны Германии и Османской Турции. Это подразделение было названо «Данстерфорс» (англ. Dunsterforce) по имени своего командира.
Находясь у прежней российско-иранской границы, отряд Денстервиля влиял на обстановку в Закавказье, а затем и сам вмешался в тамошние конфликты. Для отражения ожидаемого турецкого наступления против Бакинской коммуны Денстервиль включил в свои войска русский конный партизанский отряд царского полковника Л. Ф. Бичерахова. Отряд Бичехарова вступил в Баку и какое-то время воевал на фронте, но в конце июля ушёл с фронта в Дагестан, что повлекло быстрое падение Бакинской коммуны. 
4 августа 1918 года экспедиционный корпус Денстервиля прибыл в Баку.  Корпус состоял из трех батальонов (около 1 тыс. чел.), 16 орудий полевой артиллерии и нескольких бронеавтомобилей. Денстервилю было поручено удерживать имеющий ключевое значение нефтяной порт Баку, контролировавшийся в тот момент Диктатурой Центрокаспия. Однако надежды на то, что турки не решатся атаковать англичан не оправдались: после битвы за Баку с турецко-азербайджанской Кавказской Исламской армией ему пришлось 14 сентября оставить город и эвакуировать своё подразделение в Персию. В советской исторической науке действия Денстервиля в 1918 году именовали не иначе как интервенцией.
В 1918 году Денстервилю было присвоено звание генерал-майора.

## Сочинения
- «Британский империализм в Баку и Персии 1917—1918 (воспоминания)»

## Полезные ссылки
- Дневник Чарльза Данстервиля 1911—1922 (на англ.)